# David despidiéndose de Jonatán
David despidiéndose de Jonatán es un cuadro del pintor holandés Rembrandt, realizado en 1642, que se encuentra en el Museo del Hermitage de San Petersburgo, Rusia. Este óleo sobre madera de roble, es una de las obras, junto a La Venus de Taurida de Rembrandt con las que se inició la colección de este museo en el siglo XVII.
El museo contiene otras obras del pintor holandés como Flora (1634), Descendicimiento de la cruz (1634), El sacrificio de Isaac (1635), Sagrada Familia con ángeles (1645) y La vuelta del hijo pródigo (1668-1669)

## El tema

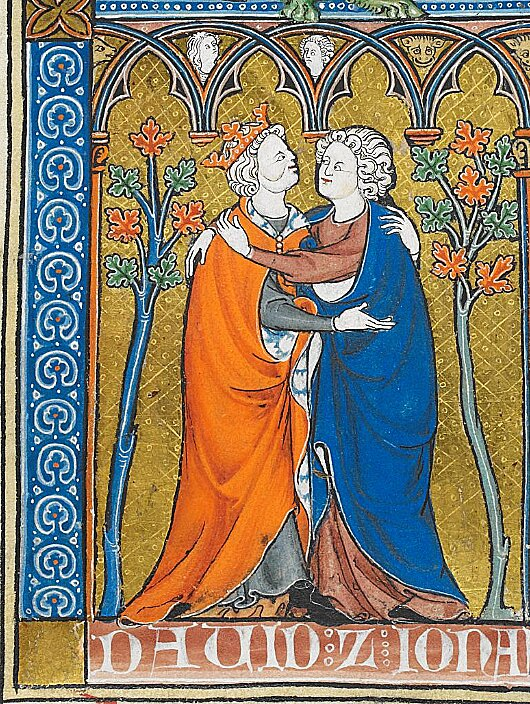
David y Jonatán se abrazan, miniatura de La Somme le roy, manuscrito francés (c. 1300), Biblioteca Británica.

Los personajes de este episodio son Jonatán, hijo del rey Saúl de Israel y futuro heredero y de David, músico y militar al servicio del rey israelita con el que el enfrentamiento había llegado a un punto en el que la propia vida de David corría peligro.
A pesar de esas circunstancias, descritas en el episodio bíblico de Primero de Samuel, la amistad forjada entre David y Jonatán había sido tan profunda que, en el momento de separar sus caminos, son inevitables las muestras de dolor y cariño.

## Descripción de la obra
El futuro rey David llora desconsolado en los brazos de su amigo Jonatán, vestido con turbante y al uso oriental, frecuente en otras pinturas del autor como su David tocando el arpa ante Saúl o Banquete de Belsasar. David es representado mucho más joven, como en mucha de la extensa y rica iconografía del sucesor de Saúl.